# Register (Georgia)
Register è un comune degli Stati Uniti d'America, situato nello Stato della Georgia, nella Contea di Bulloch.